# Lecidea freyi
Lecidea freyi är en lavart som beskrevs av H.Magn.. Lecidea freyi ingår i släktet Lecidea, och familjen Lecideaceae. Arten är reproducerande i Sverige.